# Бентон (округ, Індіана)
Шаблон:StateAbbr_ 40°37′ пн. ш. 87°19′ зх. д. / 40.61° пн. ш. 87.31° зх. д.
Округ Бентон (англ. Benton County) — округ (графство) у штаті Індіана, США. Ідентифікатор округу 18007.

## Історія
Офіційно утворений в 1840 році.

## Демографія
За даними перепису
2000 року
загальне населення округу становило 9421 осіб, усе сільське.
Серед мешканців округу чоловіків було 4677, а жінок — 4744. В окрузі було 3558 домогосподарств, 2549 родин, які мешкали в 3818 будинках.
Середній розмір родини становив 3,09.
Віковий розподіл населення поданий у таблиці:
| Стать    | До 15 років | 15-21 | 22-29 | 30-39 | 40-49 | 50-65 | 65-85 | Понад 85 |
| -------- | ----------- | ----- | ----- | ----- | ----- | ----- | ----- | -------- |
| Чоловіки | 1169        | 470   | 416   | 666   | 708   | 680   | 509   | 59       |
| Жінки    | 983         | 393   | 404   | 675   | 672   | 708   | 748   | 161      |

## Суміжні округи
- Ньютон — північ
- Джеспер — північ
- Вайт — схід
- Тіппікану — схід
- Воррен — південь
- Іроквай, Іллінойс — захід

## Виноски
1. ↑  U.S. Decennial Census. United States Census Bureau. Архів оригіналу за 26 квітня 2015. Процитовано 10 липня 2014.
2. ↑  Historical Census Browser. University of Virginia Library. Архів оригіналу за 11 серпня 2012. Процитовано 10 липня 2014.
3. ↑  Population of Counties by Decennial Census: 1900 to 1990. United States Census Bureau. Архів оригіналу за 4 жовтня 2014. Процитовано 10 липня 2014.
4. ↑  Census 2000 PHC-T-4. Ranking Tables for Counties: 1990 and 2000 (PDF). United States Census Bureau. Архів оригіналу (PDF) за 18 грудня 2014. Процитовано 10 липня 2014.
5. ↑  Benton County QuickFacts. Бюро перепису населення США. Архів оригіналу за 7 липня 2011. Процитовано 17 вересня 2011. [Архівовано 2011-08-06 у Wayback Machine.](англ.) Наведено за англійською вікіпедією.
6. ↑  American FactFinder. Бюро перепису населення США. Архів оригіналу за 26 лютого 2012. Процитовано 31 січня 2008. [Архівовано 2008-05-21 у Wayback Machine.]

| США | Це незавершена стаття з географії США. Ви можете допомогти проєкту, виправивши або дописавши її. |